# コディ・アレン
コディ・エドワード・アレン（Cody Edward Allen, 1988年11月20日 - ）は、アメリカ合衆国フロリダ州オーランド出身の元プロ野球選手（投手）。右投右打。
愛称はチキン、またはこれをスペイン語にしたポジョ（Pollo）。

## 経歴

### プロ入りとインディアンス時代
2011年のMLBドラフト23巡目（全体698位）でクリーブランド・インディアンスから指名され、プロ入り。
2012年には早くもメジャー昇格を果たし、7月20日のボルチモア・オリオールズ戦でメジャーデビューした。27試合に登板し、1敗1ホールドだった。
2013年は開幕から一年を通じてメジャーに在籍した。リリーフとしてチーム最多の77試合に登板し、防御率2.43を記録した。
2014年も、2年連続でアメリカンリーグ2位となる76試合に登板。クローザーとして起用され、防御率2.07、24セーブを記録した。
2015年も抑えの役割を継続し、3年連続70試合以上となる70試合ちょうど（リーグ9位タイ）に登板し、34セーブ（リーグ6位タイ）を挙げた。
2016年は、4シーズンぶりの70未満となる67試合登板だったが、防御率2.51・リーグ7位の32セーブを挙げた。プレーオフではボストン・レッドソックスとのALDSでは、2試合・3回を無失点5奪三振で切り抜け、2セーブを記録。トロント・ブルージェイズとのALCSでは、4試合・4.2イニングを1安打1四球7奪三振と好投し、4セーブを記録した。迎えたワールドシリーズでは、4試合・6イニング無失点を記録し1セーブを挙げたが、チームは優勝を逃した。
2017年もクローザーとして69試合に登板し3年連続30セーブ、通算100セーブを記録したが、自己最多の7敗を喫した。
2018年は3年ぶりに70試合に登板したが、4勝6敗27セーブ、防御率4.70と成績を落とし、ブラッド・ハンドの加入以降はセットアッパーとして起用される場面もあった。オフの10月29日にFAとなった。

### エンゼルス時代
2019年1月20日にロサンゼルス・エンゼルスと1年850万ドル+出来高200万ドルで契約を結んだ。シーズンでは開幕から25試合に登板したが防御率6.26と振るわず、6月15日にDFAとなり、18日に自由契約となった。

### ツインズ傘下時代
2019年6月23日にミネソタ・ツインズとマイナー契約を結び、翌24日に傘下のAA級ペンサコーラ・ブルーワフーズへ配属された。7月31日に自由契約となった。

### ツインズ傘下退団後
2020年2月7日にテキサス・レンジャーズとマイナー契約を結び、スプリングトレーニングに招待選手として参加することになった。7月24日に自由契約となった。
その後、7月31日にシカゴ・カブスとマイナー契約を結んだ。9月3日に自由契約となった。
2021年2月17日に現役引退を発表した。

## 詳細情報

### 年度別投手成績
| 年 度    | 球 団    | 登 板 | 先 発 | 完 投 | 完 封 | 無 四 球 | 勝 利 | 敗 戦 | セ 丨 ブ | ホ 丨 ル ド | 勝 率 | 打 者 | 投 球 回 | 被 安 打 | 被 本 塁 打 | 与 四 球 | 敬 遠 | 与 死 球 | 奪 三 振 | 暴 投 | ボ 丨 ク | 失 点 | 自 責 点 | 防 御 率 | W H I P |
| -------- | -------- | ----- | ----- | ----- | ----- | -------- | ----- | ----- | -------- | ----------- | ----- | ----- | -------- | -------- | ----------- | -------- | ----- | -------- | -------- | ----- | -------- | ----- | -------- | -------- | ------- |
| 2012     | CLE      | 27    | 0     | 0     | 0     | 0        | 0     | 1     | 0        | 1           | .000  | 126   | 29.0     | 29       | 2           | 15       | 0     | 0        | 27       | 0     | 0        | 12    | 12       | 3.72     | 1.52    |
| 2013     | CLE      | 77    | 0     | 0     | 0     | 0        | 6     | 1     | 2        | 11          | .857  | 301   | 70.1     | 62       | 7           | 26       | 2     | 1        | 88       | 9     | 0        | 22    | 19       | 2.43     | 1.25    |
| 2014     | CLE      | 76    | 0     | 0     | 0     | 0        | 6     | 4     | 24       | 9           | .600  | 279   | 69.2     | 48       | 7           | 26       | 5     | 1        | 91       | 4     | 0        | 21    | 16       | 2.07     | 1.06    |
| 2015     | CLE      | 70    | 0     | 0     | 0     | 0        | 2     | 5     | 34       | 0           | .286  | 286   | 69.1     | 56       | 2           | 25       | 2     | 2        | 99       | 9     | 0        | 26    | 23       | 2.99     | 1.17    |
| 2016     | CLE      | 67    | 0     | 0     | 0     | 0        | 3     | 5     | 32       | 0           | .375  | 264   | 68.0     | 41       | 8           | 27       | 2     | 0        | 87       | 3     | 0        | 23    | 19       | 2.51     | 1.00    |
| 2017     | CLE      | 69    | 0     | 0     | 0     | 0        | 3     | 7     | 30       | 4           | .300  | 282   | 67.1     | 57       | 9           | 21       | 0     | 2        | 92       | 9     | 0        | 24    | 22       | 2.94     | 1.16    |
| 2018     | CLE      | 70    | 0     | 0     | 0     | 0        | 4     | 6     | 27       | 7           | .400  | 289   | 67.0     | 58       | 11          | 33       | 2     | 4        | 80       | 3     | 0        | 35    | 35       | 4.70     | 1.36    |
| 2019     | LAA      | 25    | 0     | 0     | 0     | 0        | 0     | 2     | 4        | 0           | .000  | 116   | 23.0     | 24       | 9           | 20       | 0     | 0        | 29       | 3     | 0        | 16    | 16       | 6.26     | 1.91    |
| MLB：8年 | MLB：8年 | 481   | 0     | 0     | 0     | 0        | 24    | 31    | 153      | 32          | .436  | 1943  | 463.2    | 375      | 55          | 193      | 13    | 10       | 593      | 40    | 0        | 179   | 162      | 3.14     | 1.23    |

### 背番号
- 37（2012年 - 2019年）